# معاهدة الحظر الجزئي للتجارب النووية

أخضر فاتح: دول وقعت وصادقت.
أخضر فاقع: دول تلتزم بالشروط أوفي طريقها للتوقيع.
أصفر: دول وقعت فقط.
أحمر: دول لم توقع.

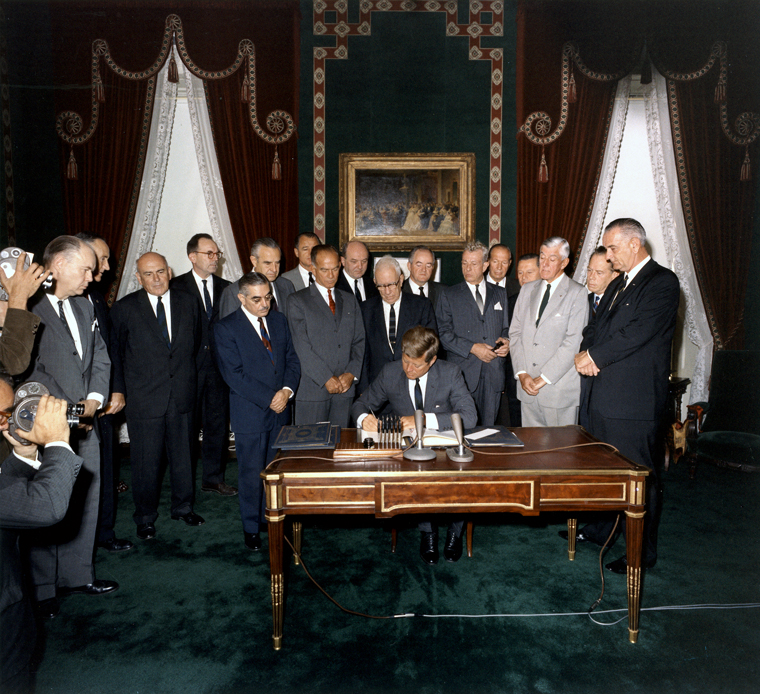
الرئيس الأمريكي جون كينيدي وهو بصدد المصداقة على المعاهدة في 7 أكتوبر 1963 في واشنطن العاصمة.

معاهدة الحظر الجزئي للتجارب النووية وقعت في 5 اب 1963 وقعت من كل من وزراء خارجية الولايات المتحدة (راسك) والاتحاد السوفيتي (جروميكو) وبريطانيا (هيوم) في موسكو.
و حضرها الأمين العام للأمم المتحدة يو ثانت وخروشوف.
و تضمنت المعاهدة خمس مواد تحرم إجراء تجارب أو تفجيرات نووية في أي
مكان سواء في البر أو البحر أو حتى في الفضاء الخارجي.

## الخلفية
زادت الدوافع الكثيرة لهذه المعاهدة من القلق العام إزاء التهاطل النووي الناتج عن التجارب النووية المجراة فوق سطح الأرض أو تحت الماء، وخاصةً بالنظر إلى القوة المتزايدة للأجهزة النووية، فضلًا عن القلق تجاه الضرر البيئي العام الذي يسببه الاختبار. فجرت الولايات المتحدة الامريكية والاتحاد السوفيتي أول الأسلحة النووية الحرارية (القنبلة الهيدروجينية) في الفترة ما بين 1952 و1953، وهي أقوى بكثير من القنابل الذرية التي جرى اختبارها وانتشرت منذ عام 1945.
في عام 1954، أجرت الولايات المتحدة اختبار قلعة برافو في جزيرة بيكيني المرجانية (جزء من عملية القلعة) الذي بلغت طاقة انفجاره 15 ميغا طن تي إن تي، أي أكثر من ضعفي النتيجة المتوقَعة. أسفر اختبار قلعة برافو عن أسوأ حدث نووي في تاريخ الولايات المتحدة الأمريكية، إذ انتشرت الجسيمات المشعة فوق أكثر من 11000 كيلومتر مربع (4200 ميل مربع)، وأثرت على المناطق المأهولة (بما في ذلك جزيرة رونغيلاب وحلقية يوتيريك)، وسببت المرض للصيادين اليابانيين على متن سفينة لاكي دراغون التي هطل عليها «رماد الموت» (الغبار النووي المشع). في نفس العام، وصلت جزيئات المشعة إلى اليابان نتيجة تجربة نووية سوفيتية. وفي نفس الفترة، قصد ضحايا القصف الذري على هيروشيما الولايات المتحدة الأمريكية للحصول على الرعاية الطبية، الأمر الذي جذب اهتمامًا عامًا كبيرًا. في عام 1961، اختبر الاتحاد السوفيتي «قنبلة القيصر» التي أطلقت 59 ميغا طن من الطاقة، والذي يُعتبر أقوى انفجار صنعه الإنسان حتى الآن عبر التاريخ، ورغم ذلك كان التهاطل النووي الناجم عن الانفجار محدودًا نسبيًا. أجرت الولايات المتحدة الأمركية 162 اختبارًا جويًا، وأجرى الاتحاد السوفيتي 82 اختبارًا، وبريطانيا 21 اختبارًا في الفترة ما بين 1951 و1958، وكان عدد الاختبارات التي أُجريت تحت الأرض في هذه الفترة 22 اختبارًا (أجرتها كلها الولايات المتحدة الأمريكية).

## المفاوضات

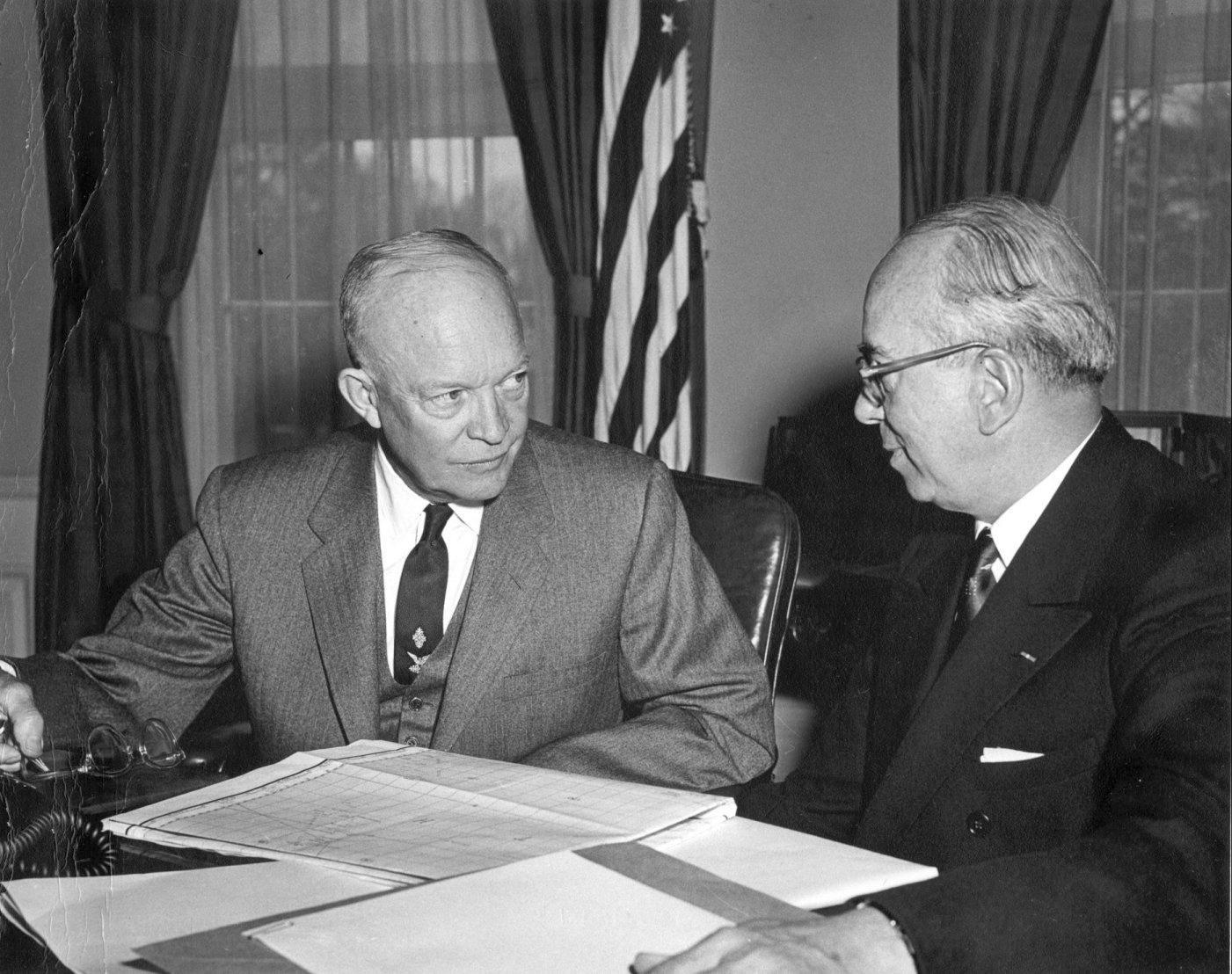
الرئيس أيزنهاور يناقش الملف النووي مع رئيس لجنة الطاقة الذرية: خطوة نحو مفاوضات الحظر الجزئي للتجارب النووية

### المحاولات الأولى
في عام 1945، وجهت كل من بريطانيا وكندا دعوةً مبكرةً لإجراء مناقشة دولية لوضع ضوابط على الطاقة الذرية، وفي ذلك الوقت، كان مايزال على الولايات المتحدة أن تصوغ سياسة أو إستراتيجية متماسكة بشأن الأسلحة النووية. استفاد المهندس فانيفار بوش من ذلك، إذ أطلق مشروع مانهاتن وأداره، ومع ذلك، كان يملك هدفًا سياسيًا طويل الأمد وهو حظر إنتاج الأسلحة النووية. كانت الخطوة الأولى في هذا الاتجاه اقتراح بوش إنشاء وكالة دولية مخصصة للرقابة النووية. في عام 1952، حاول بوش دون جدوى إثبات أن الولايات المتحدة الأمريكية تسعى إلى إبرام اتفاقية حظر التجارب مع الاتحاد السوفيتي قبل اختبار أول سلاح نووي حراري لها، رغم أن اهتمامه بالضوابط الدولية لاقى تجاوبًا في تقرير لجنة أتشيسون-ليلينثال في عام 1946 (تقرير يعتبر من بين الوثائق الأمريكية الهامة التي ظهرت مباشرةً قبل بداية الحرب الباردة) الذي كان بتكليف من الرئيس هاري ترومان للمساعدة في بناء سياسة أمريكية للأسلحة النووية.
كان لروبرت أوبنهايمر الذي أدار مختبر ألاموس الوطني أثناء مشروع مانهاتن تأثيرًا كبيرًا على التقرير، لا سيما بتوصيته بتشكيل هيئة دولية لمراقبة إنتاج العالم من اليورانيوم والثوريوم والبحوث المجراة عليه. في شهر حزيران من عام 1946، عُرضت نسخة من خطة أتشيسون-ليلينثال على لجنة الأمم المتحدة للطاقة الذرية، وسُميت خطة باروخ. اقترحت هذه الخطة أن تتحكم هيئة دولية للتنمية الذرية في جميع البحوث المتعلقة بتوليد الطاقة الذرية والمواد والمعدات التي تحتاجها. مع أن وايت دي أيزنهاور الذي أصبح رئيس أركان جيش الولايات المتحدة الأمريكية لم يكن شخصية بارزة في إدارة ترومان بشأن المسائل النووية في ذلك الوقت، فقد دعم سياسة ترومان للرقابة النووية، بما في ذلك تقديم خطة باروخ لوكالة مراقبة دولية، شريطة أن يكون نظام المراقبة مصحوبًا «بنظام فحص مجاني وكامل».
رفض الاتحاد السوفيتي خطة باروخ باعتبارها محاولة أمريكية لتأمين هيمنتها النووية، ودعا الولايات المتحدة الأمريكية إلى وقف إنتاج الأسلحة ونشر المعلومات التقنية عن برنامجها، شكلت ورقة أتشيسون-ليلينثال وخطة باروخ أساسًا لسياسة الولايات المتحدة الأمريكية في خمسينيات القرن العشرين. بين عامي 1947 و1954، ناقش الاتحاد السوفيتي والولايات المتحدة الأمريكية مطالبهم أمام لجنة الأمم المتحدة لنزع السلاح التقليدي. أدت سلسلة من الأحداث التي وقعت في عام 1954 والتي تشمل تجربة قلعة برافو وانتشار التهاطل النووي على اليابان نتيجة تجربة الاتحاد السوفيتي إلى إعادة توجيه النقاش الدولي نحو السياسة النووية.
بالإضافة إلى ذلك، كانت الولايات المتحدة الأمريكية والاتحاد السوفيتي قد جمعتا مخزونات نووية ضخمة بحلول عام 1954، ما قلل من آمال النزع الكامل للسلاح. في السنوات الأولى من الحرب الباردة، عكس منهج الولايات المتحدة في التحكم النووي توترًا بين الاهتمام بالسيطرة على الأسلحة النووية من جهة والاعتقاد أن الهيمنة على المجال النووي -خاصةً بالنظر إلى حجم القوى السوفيتية التقليدية- عامل مهم بالنسبة لأمن الولايات المتحدة الأمريكية، وقد ازداد الاهتمام بالرقابة النووية والجهود الرامية إلى إيقاف انتشار الأسلحة إلى دول أخرى مع تزايد القدرات النووية للاتحاد السوفيتي.

### بعد اختبار قلعة برافو 1954-1958
أصدر رئيس الوزراء الهندي جواهر لال نهرو أول دعوة إلى «اتفاق تجميد» الاختبارات النووية في عام 1954 بعد أسابيع قليلة من اختبار قلعة برافو. رأى نهرو أن وقف التجارب هو حجر الأساس الذي ستُبنى عليه اتفاقات أكثر شمولًا لضبط الأسلحة، وفي العام نفسه دعا حزب العمال البريطاني الذي كان يتزعمه آنذاك كليمنت آتلي الأمم المتحدة إلى حظر تجارب الأسلحة النووية الحرارية. شهد عام 1955 بداية مفاوضات حظر التجارب، إذ اقترح الزعيم السوفيتي نيكيتا خروتشوف أول المحادثات حول هذا الموضوع في فبراير 1955. اقترح الاتحاد السوفيتي في نفس العام حظر التجارب النووية قبل لجنة الخمسة التابعة لهيئة الأمم المتحدة لنزع السلاح (بريطانيا وكندا وفرنسا والاتحاد السوفيتي والولايات المتحدة).
كان هذا الاقتراح -الذي يعكس إلى حد بعيد اقتراح أنغلو-فرنش السابق- جزءًا مبدئيًا من اقتراح شامل لنزع السلاح يهدف إلى خفض مستويات السلاح التقليدي وإنهاء وجود الأسلحة النووية، ومع أن اقتراح الاتحاد السوفيتي كان قريبًا من الاقتراحات الغربية السابقة، انقلبت الولايات المتحدة على موقفها من الاقتراحات المعروضة ورفضت العرض السوفيتي «في غياب اتفاقيات الرقابة الأكثر عمومية»، بما في ذلك القيود المفروضة على إنتاج المواد الانشطارية والإجراءات الوقائية من الضربة النووية المفاجئة. يُنظر اليوم إلى اقتراح أيار 1955 باعتباره دليلًا على النهج الجديد لخروتشوف في السياسة الخارجية، في الوقت الذي سعى فيه خروتشوف إلى إصلاح العلاقات مع الغرب، إذ كان هذا الاقتراح أساس الموقف التفاوضي السوفيتي حتى عام 1957.
أيد أيزنهاور إجراء تجارب نووية بعد الحرب العالمية الثانية، ورفض الحجج التي قدمها ستافورد إل. ارين في عام 1957 قائد أطباء مشروع مانهاتن التي شملت الآثار الصحية السلبية للتجربة على الغلاف الجوي، واتفق بدلًا من ذلك مع جيمس براينت كونانت، وهو كيميائي ومشارك في مشروع مانهاتن. كان كونانت متشككًا من ادعاءات ارين النظرية، وكانت حجج ارين تنال مصداقيتها في المجتمع العلمي وبين العوام من تجربة قلعة برافو عام 1954.

## الحالة
تم تبني المعاهدة من قبل الجمعية العامة للأمم المتحدة في 10 سبتمبر 1996. فٌتح باب التوقيع عليها في نيويورك في 24 سبتمبر 1996, عندها تم التوقيع على المعاهدة من قبل 71 دولة، من بينهم خمسة من الثمانية التي كانت تمتلك قدرات نووية حينها. اعتبارا من شهر فبراير عام 2012 العدد الإجمال للدول المصادقة على المعاهدة كان 157 دولة وهنالك 25 دولة وقعت على المعاهدة ولم تصادقها بعد.
وستدخل المعاهدة حيز التنفيذ بعد أن تصدق عليها الدول الـ 44 المدرجة في المحلق الثاني بـ 180 يوما. «دول الملحق الثاني» هي الدول التي شاركت في المفاوضات على معاهدة الحظر الشامل للتجارب النووية ما بين عامي 1994 و 1996 وتمتلك مفاعلات الطاقة النووية أو مفاعلات لاجراء البحوث في هذا المجال في ذلك الوقت واعتبارا من 7 ديسمبر 2011، ثماني من دول المرفق الثاني لم تصدق بعد على المعاهدة: الصين، مصر، إيران وإسرائيل والولايات المتحدة حيث ان هذه الدول وقعت على المعاهدة ولكن لم تصادق عليها بعد، والهند وكوريا الشمالية وباكستان لم توقع عليها. في عام 1998 قالت الهند انها لن توقع على المعاهدة إلا إذا قدمت الولايات المتحدة جدولا زمنيا للقضاء على مخزونها النووي، شرطا رفضته الولايات المتحدة.

## الالتزامات الاساسية
المادة الأولى:
1- تتعهد كل دولة طرف في المعاهدة بعدم إجراء أي تفجير من أي تفجير من تفجيرات تجارب الاسلحة النووية أو أي تفجير نووي أخرى وبحظر ومنع أي تفجير نووي من هذا القبيل في أي مكان يخضع لولايتها أو سيطرتها.
2- تتعهد كل دولة طرف، علاوة على ذلك بالامتناع عن التسبب في إجراء أي تفجير من تفجيرات تجارب الأسلحة النووية أو أي تفجير نووي أخر والتشجيع عليه أو المشاركة فيه بأي طريقة كانت.

## روابط خارجية
- النص الكامل للمعاهدة